# Esther Bührer
Esther Bührer (Schaffhausen, 30 maart 1926 - aldaar, 1 augustus 2020) was een Zwitserse lerares en politica voor de Sociaaldemocratische Partij van Zwitserland uit het kanton Schaffhausen.

## Biografie

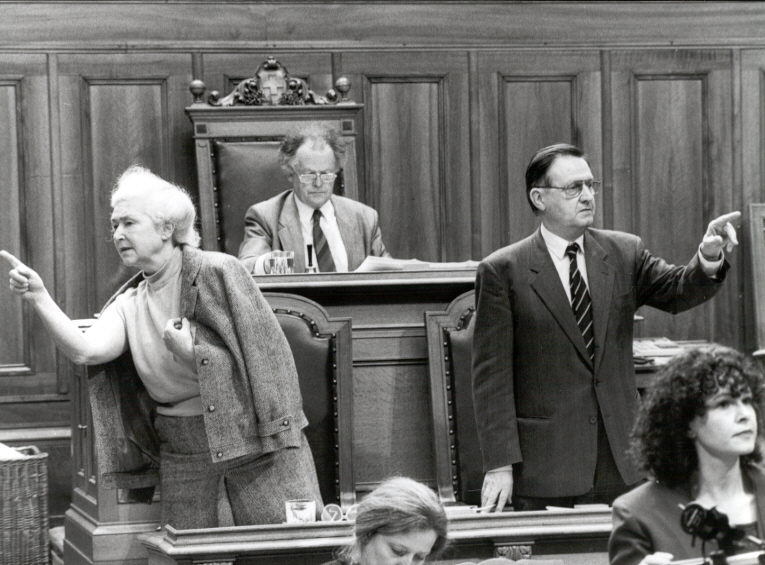
Esther Bührer telt de stemmen na een stemming in de Kantonsraad, 1991.

Esther Bührer was een dochter van Alfred Gnädinger, een leraar. In 1954 huwde ze Hermann Bührer, die eveneens leraar was. Ze liep school aan de normaalschool van Schaffhausen en behaalde een diploma van lerares middelbaar onderwijs aan de Universiteit van Zürich. Vervolgens was ze van 1950 tot 1954 lerares in een school in Buchthalen. Van 1954 tot 1957 gaf ze samen met haar echtgenoot les in een school in Bogota, in Colombia. In 1970 nam ze dit beroep weer op en ging ze aan de slag in een middelbare school in Schaffhausen.
Van 1973 tot 1992 was ze lid van de Kantonsraad van Schaffhausen, waarvan ze in 1978 de eerste vrouwelijke voorzitter was. Na de federale parlementsverkiezingen van 1979 zetelde ze van 26 november 1979 tot 24 november 1991 in de Kantonsraad. Ze was het eerste vrouwelijke Kantonsraadslid uit het kanton Schaffhausen.